# Roi de Rome
Le roi de Rome est, d’après la tradition romaine constituée au cours de la république, le souverain qui règne sur Rome durant sa période monarchique entre la fondation légendaire de Rome par Romulus en 753 av. J.-C. et la chute de Tarquin le Superbe et l'avènement de la République romaine en 509 av. J.-C..
En 1811, Napoléon Ier recrée le titre de « roi de Rome » et l'attribue à son fils Napoléon II qui le portera jusqu'en 1814.

## Histoire
Voir : la page « Royauté romaine ».

## Liste
|     | Nom                | Durée  | Dates de règne | Origine  |
| --- | ------------------ | ------ | -------------- | -------- |
| 1er | Romulus            | 37 ans | -753 à -716    | Latin    |
|     | interrègne         | 1 an   | -716 à -715    |          |
| 2e  | Numa Pompilius     | 43 ans | -715 à -671    | Sabin    |
| 3e  | Tullus Hostilius   | 32 ans | -671 à -640    | Latin    |
| 4e  | Ancus Marcius      | 24 ans | -640 à -616    | Sabin    |
| 5e  | Tarquin l'Ancien   | 38 ans | -616 à -578    | Étrusque |
| 6e  | Servius Tullius    | 44 ans | -578 à -534    | Étrusque |
| 7e  | Tarquin le Superbe | 24 ans | -534 à -509    | Étrusque |

## Recréation éphémère du titre

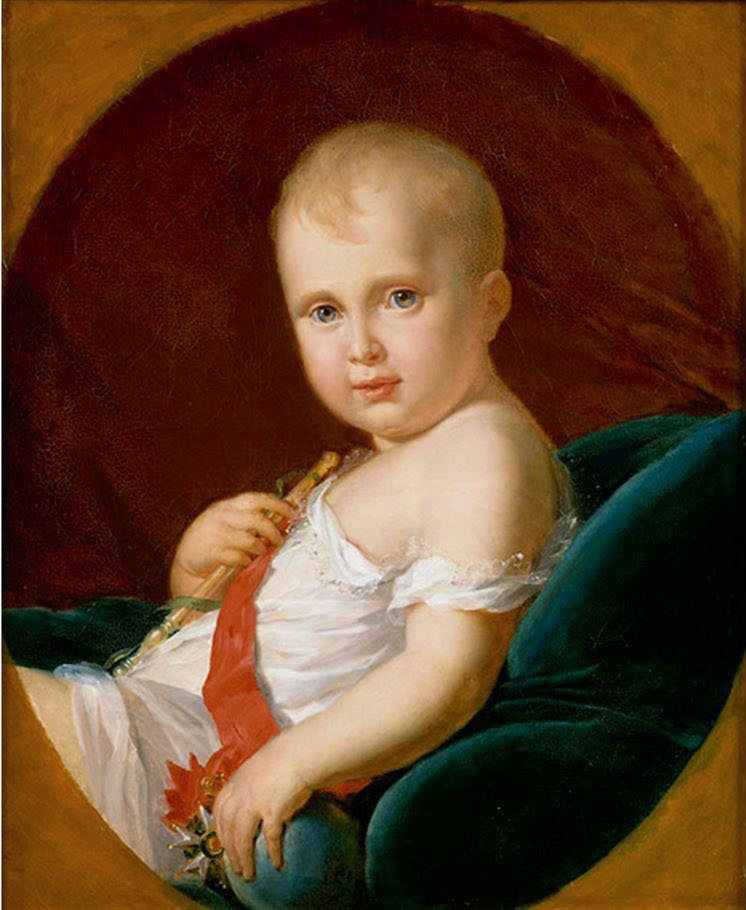
Le roi de Rome par le baron Gérard.

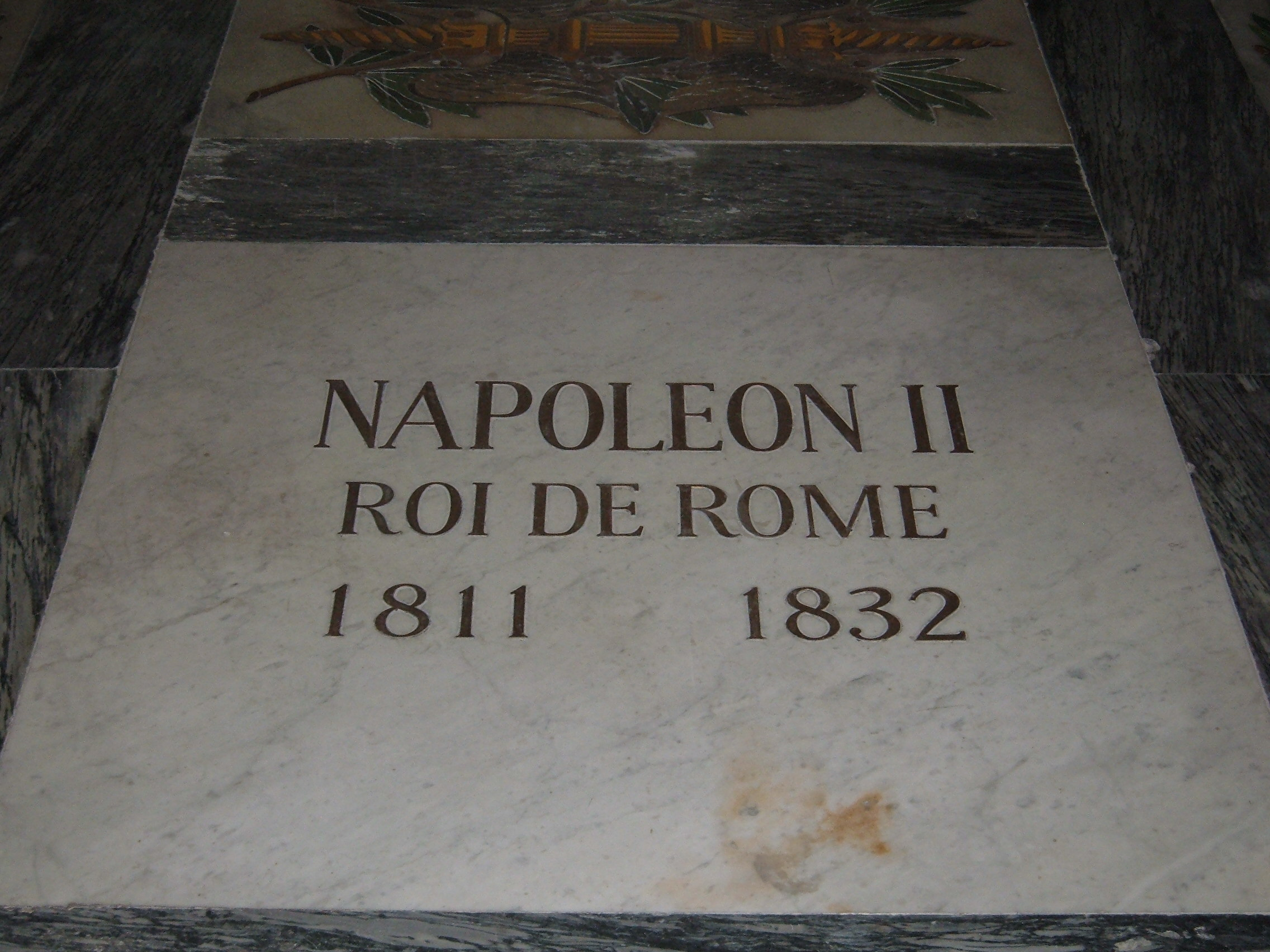
Plaque tombale de Napoléon II, roi de Rome, aux Invalides.

Napoléon donna à son fils le titre de roi de Rome.
Le sénatus-consulte organique du 17 février 1810 prévoyait en son article 7 : « Le prince impérial [c'est-à-dire le prince héritier] porte le titre et reçoit les honneurs de roi de Rome ». Ce titre n'avait pas été prévu par la constitution de l'an XII.
Ce titre rappelle celui de roi des Romains porté par les héritiers désignés du Saint-Empire romain germanique.
Ce titre était aussi destiné à rappeler au pape Pie VII que, depuis la confiscation de ses États, Rome n'était plus que le chef-lieu d'un département français appelé département du Tibre puis département de Rome, l’un des 130 départements que comportait alors (1811) l’Empire français.
Napoléon souhaita que fût construit pour son fils un palais. Le palais du Roi de Rome devrait être édifié sur la colline de Chaillot, un décret du 16 février 1811 prévoyant : « Il est fait un fonds spécial de trente millions pour la construction de palais de Rome, au-dessus [donc sur la rive droite] du pont d’Iéna, et l'acquisition des terrains qui y sont nécessaires. » Mais ce projet de palais du Roi de Rome fut abandonné avec la chute de l'empire et jamais Napoléon II n’y habita.
On songea à faire couronner le roi de Rome à Paris par le pape, et l’on parla de son deuxième anniversaire qui tombait le 20 mars 1813 mais il fallut y renoncer à cause de l’aggravation du conflit avec  ce dernier.
Antoine Dubois (1756-1837), le chirurgien qui mit au monde le roi de Rome, reçut une dotation de 100000 francs, puis la Légion d’honneur, et devint enfin le baron Dubois par lettres patentes du 23 avril 1812 avec les armes parlantes coupé au I, parti de sinople à une fleur de lotus et des barons officiers de la maison de l’empereur ; au II, d’or à la louve au naturel allaitant un enfant de carnation, le tout soutenu d’une terrasse de sinople. Le signe intérieur d’un baron officier de la maison de l’empereur était de gueules au portique ouvert à deux colonnes surmontées d’un fronton d’argent, accompagné des lettres initiales D. A. (Domus Altissima) du même. Le lotus rappelait que Dubois fut de l’expédition d’Égypte. La louve allaitante était le symbole de Rome depuis l'Antiquité, mais ici le roi de Rome remplace les célèbres nourrissons Romulus et Remus.
Deux voies aménagées sous le Second Empire à Paris furent dédiées au roi de Rome :
- Le boulevard de Passy devint l'avenue du Roi-de-Rome en 1864.
  - Cette avenue devint l'avenue Kléber par arrêté du 16 août 1879.
- La place du Roi-de-Rome.
  - Cette place devint la place du Trocadéro par arrêté du 1er février 1877
  - puis la place du Trocadéro-et-du-11-Novembre (sic) par arrêté municipal du 18 octobre 1978.

L’avenue menait à une place proche de l’emplacement où aurait dû s’élever le palais du Roi de Rome.
C'est par mimétisme qu'on songea à donner le titre de roi d’Alger au fils de Napoléon III mais on s’en tint finalement au titre de Prince Impérial. Ceci explique le nom de la rue du Roi-d'Alger à Paris qui est dû à l'initiative d'un propriétaire privé.
Pour marquer la mémoire du lieu, l'Île d'Aix, la Régie Départementale des Passages d'Eau de la Charente-Maritime donnera le nom de L'Aiglon en 1940 et Roi de Rome en 1956, à deux nouveaux bateaux neufs, le premier construit à Arcachon et le deuxième à Lorient, qui effectueront la desserte de l’île d'Aix depuis Fouras-les-Bains de 1948 à 1960 et de 1956 à 1996.